# Meall nan Ceapraichean
Der Meall nan Ceapraichean ist ein als Munro eingestufter, 977 m (3.205 ft) hoher Berg in den schottischen Highlands. Sein gälischer Name kann in etwa mit Berg der stumpfen Hügel oder Berg der stoppeligen Hügel übersetzt werden. Er liegt in einer kleinen Berggruppe in den Northwest Highlands, gut 55 Kilometer nordwestlich von Inverness und etwa 18 Kilometer südöstlich von Ullapool.
Die kleine, weit abseits bestehender Ansiedlungen in einer rauen Berglandschaft liegende Berggruppe östlich von Ullapool wird nach ihrem höchsten Gipfel, dem südlich des Meall nan Ceapraichean liegenden, 1.084 m (3.556 ft) hohen Beinn Dearg, auch als „The Deargs“ bezeichnet. Die übrigen Munros der Gruppe sind der 978 m (3.209 ft) hohe Cona’ Mheall und der 927 m (3.041 ft) hohe Eididh nan Clach Geala. Nach Westen und Südwesten fällt der Meall nan Ceapraichean steil und felsdurchsetzt in das zunächst als Gleann na Sguaib und dann als Coire Mathais Làthail bezeichnete Tal des River Lael ab, das ihn zugleich vom südlichen Nachbarn Beinn Dearg trennt. Im Südosten ist er über den vom Hauptgipfel ausgehenden kurzen Südostgrat und den hochgelegenen Bealach an Lochain Uaine auf etwa 850 m Höhe mit dem Nordostgrat des Beinn Dearg wie auch mit dem östlich anschließenden Cona’ Mheall verbunden. Der Meall nan Ceapraichean besitzt einen langgezogenen Gipfelgrat, der vom im Südwesten liegenden höchsten Punkt des Berges halbkreisförmig zunächst nach Norden zum 968 m (3.176 ft) hohen, als Munro-Top klassifizierten Nebengipfel Ceann Garbh führt. Von dort verläuft er über den 942 m (3.091 ft) hohen Nebengipfel Ceann Garbh Meall nan Ceapraichean nach Osten zum 883 m (2.897 ft) hohen Vorgipfel Cnap Coire Loch Tuath und weiter allmählich flacher werdend in Richtung Nordosten bis zum Gleann Beag. Während die Südseite dieses Grates zum Coire Loch Tuath steil und von Schrofen durchsetzt ist, fällt die Nordseite deutlich moderater mit flachen Grashängen ab. Nach Norden ist der Meall nan Ceapraichean über einen Sattel nördlich des Ceann Garbh mit dem Eididh nan Clach Geala verbunden. Der Sattel bildet zugleich die Wasserscheide zwischen Nordsee und Schottischer See. Beide Gipfel umschließen das sich nach Westen öffnende Coire Lochan a’ Chnapaich mit steilen, teils felsdurchsetzten Flanken. 

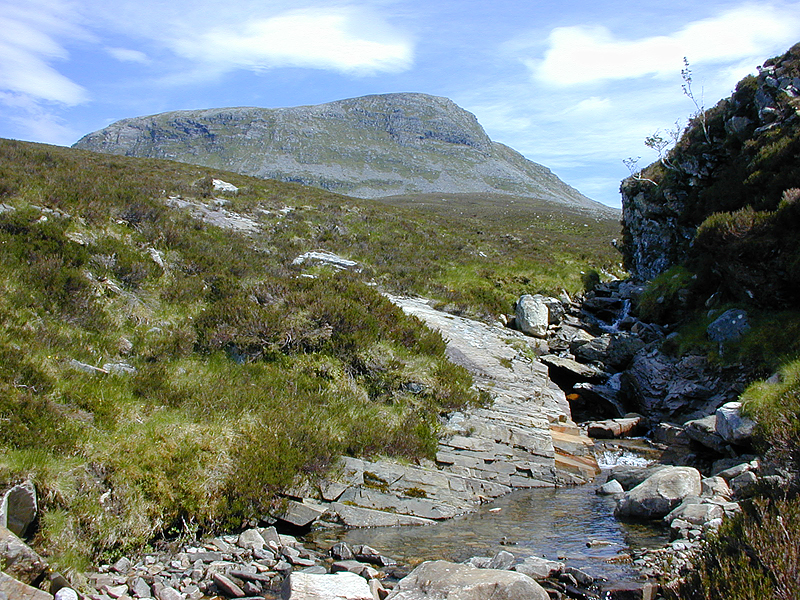
Blick aus dem Gleann na Sguaib auf die Westflanke des Meall nan Ceapraichean
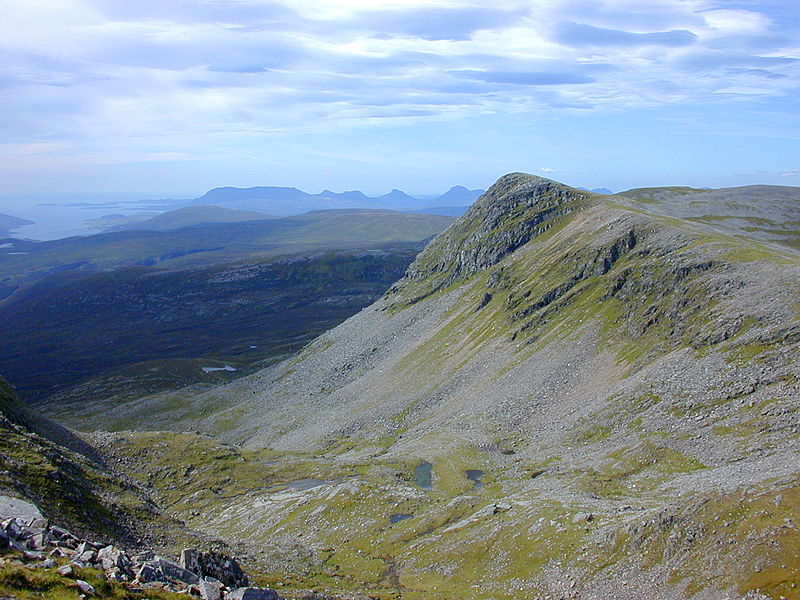
Der Meall nan Ceapraichean vom Nordostgrat des Beinn Dearg gesehen, am Horizont die Berge von Coigach, nördlich von Ullapool
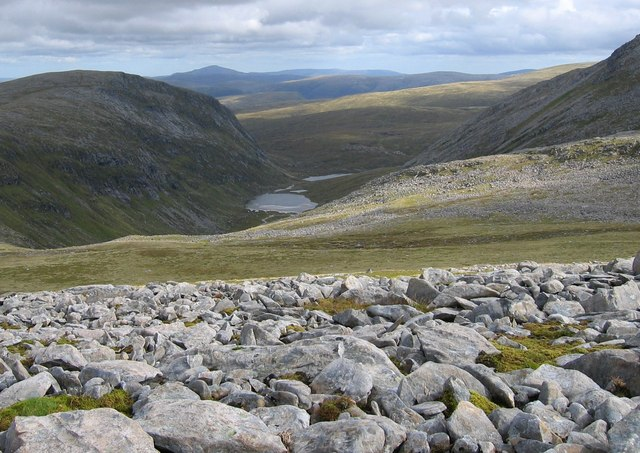
Blick nach Osten in das Coire Loch Tuath mit dem Loch Tuath, links der nach Osten auslaufende Grat des Meall nan Ceapraichean mit dem Cnap Coire Loch Tuath
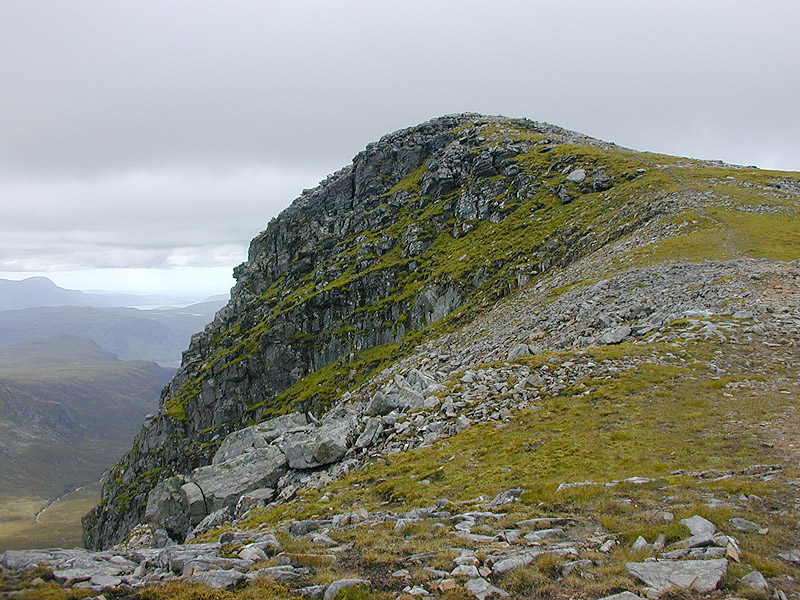
Der Gipfelbereich des Meall nan Ceapraichean, vom Südostgrat aus gesehen.

Die „Deargs“ liegen in einer seit den Highland Clearances nicht mehr besiedelten einsamen Bergwelt weitab öffentlicher Straßen und erfordern lange Zustiege. Die meisten Munro-Bagger kombinieren daher eine Besteigung aller vier Munros der Gruppe. Der kürzeste Zugang beginnt an einem Parkplatz an der A835 bei der kleinen Ansiedlung Inverlael am Südende von Loch Broom. Er führt durch das Gleann na Sguaib nach Osten und dann unterhalb der Felsabbrüche des Diollaid a’ Mhill Bhric, zuletzt steil ansteigend durch das Coire Mathais Làthail, bis in den Bealach an Lochain Uaine. Von dort kann der Gipfel des Meall nan Ceapraichean über den Südostgrat erreicht werden. Nach Norden besteht ein Übergang zum Eididh nan Clach Geala, der ebenfalls als Zustieg genutzt werden kann.